# Богородице-Казанский храм (Верхотор)
 Богородице-Казанский храм  — храм в селе Верхотор, Ишимбайский район, Республика Башкортостан.
Богородице-Казанский храм в селе Верхотор, Ишимбайский район, Республика Башкортостан. Принадлежит Салаватской Епархии Уфимской митрополии.
Настоятель: протоиерей Попов Валентин Васильевич.
Адрес: 453228, Ишимбайский р-н, с. Верхотор, ул. Ленина, д. 45.

## История
В 1788 году дочь промышленника Ивана Мясникова, совладельца медеплавильного завода, Аграфена Ивановна Дурасова, организовала в селе строительство каменной церкви. Храм освятили в честь иконы Казанской Божией Матери. Под покровом этой церкви проходила жизнь не только Верхотора, но и соседних деревень Осиповки, Татьяновки, Скворчихи, Рамадановки, Привольного и близлежащих хуторов.
Размеры прихода по данным 1873 года составляли 6828 душ обоего пола, а в деревнях Скворчиха и Татьяновка были часовни.
В 1930-е годы церковь закрыли. Началось время осквернения и разрушения храма. Полностью снести здание не удалось, близость к жилым домам не позволила его взорвать. При попытке разрушить храм без взрывчатки при сносе куполов убило тракториста, и идея полного уничтожения заглохла. Купола и кресты ушли в переплавку. Иконостас был вывезен и спрятан, старинные иконы упаковали в сундуки и закопали в лесу, теперь они, очевидно, утеряны навсегда. Храм превратили в склад.
Позднее здесь был организован клуб. О поддержании здания никто не заботился, постепенно оно разрушалось, осыпалась штукатурка, на полуразрушенной кровле выросли березы.

## Конструкция храма
Изначально здание состояло из трех объёмов, квадратного храма и уступающих ему по ширине трапезной и апсиды, обращенной к северо-востоку. Храм имел типичную форму для русских культовых построек второй половины XVIII века с высоким сомкнутым сводом и единственной главкой.
В XIX веке к храму была пристроена трехъярусная колокольня и боковые пределы, здание стало крестообразным. К концу XX века колокольня была частично разобрана, разрушена небольшая главка, располагавшаяся над алтарной апсидой и две люкарны, прорезавшиеся северо-западный и юго-восточный лотки храмового свода.